# Salvando al soldado Pérez
Salvando al soldado Pérez (Saving Private Pérez en anglès) és una pel·lícula de comèdia i aventures, protagonitzada per Miguel Rodarte, Jaime Camil, Joaquin Cosio, Jesús Ochoa i Adal Ramones.
Encara que el títol semblés al·ludir a una paròdia de la pel·lícula de Steven Spielberg de 1998, Saving Private Ryan, en realitat es tracta d'una comèdia d'aventures amb vida pròpia, centrada en la cerca del personatge principal, el poderós Julián Pérez, per rescatar no sols al seu germà Juan, perdut enmig de la guerra de l'Iraq mentre lluitava per a l'exèrcit dels Estats Units, sinó també per a obtenir el perdó de la seva mare per la vida que ha portat, i de pas salvar-se a si mateix. La pel·lícula té també fortes connexions amb el cinema western, especialment en les seqüències de flashbacks, així com homenatges a pel·lícules de màfia i un estil d'acció més pròxim al cinema d'entreteniment que al cinema bèl·lic.

## Sinopsi
La vida ha portat a Julián Pérez per camins equivocats, però el destí li presentarà a aquest home l'oportunitat de trobar la seva redempció, quan és enviat a la missió més perillosa i noble de tota la seva vida, una missió ordenada per l'única autoritat que encara respecta: la seva mare.
Julián ha de viatjar fins a l'altre extrem del món, a un lloc anomenat Iraq, a portar de tornada, viu, al seu germà menor, el soldat d'infanteria Juan Pérez... Aquesta és la voluntat que Donya Elvira Treviño de Pérez –internada en un modest hospital de la zona aquest de Los Angeles- li ha expressat al seu fill gran, Julián Pérez, amb qui va tallar tota relació fa anys. Donya Elvira i el menor dels seus fills van emigrar als Estats Units, on van passar tot tipus de dificultats, fins al punt que el jove Juan Pérez decideix enrolar-se a l'exèrcit estatunidenc com l'única oportunitat que li queda per a obtenir la ciutadania i, per tant, una millor vida per a ell i la seva mare.
Juan Pérez és enviat al front de guerra a l'Iraq, on un mal dia el seu escamot és emboscat per la insurrecció. L'exèrcit d'EU registra a Juan Pérez com “desaparegut en acció”. Donya Elvira fa cridar Julián com l'última esperança que li queda... Amb la promesa feta, Julián Pérez torna a Mèxic, on reclutarà a un comando d'elit destinat a complir una missió suïcida: viatjar a l'Iraq i salvar al soldat Pérez.

## Repartiment
- Miguel Rodarte - Julián Pérez
- Jesús Ochoa - José María 'Chema' Díaz
- Joaquín Cosio - Rosalío 'Chalío' Mendoza
- Rodrigo Oviedo - Juventino Rodríguez 'Pumita'
- Gerardo Taracena - Carmelo Benavides
- Marius Biegai - Sasha Boginski
- Jaime Camil - Eladio
- Adal Ramones - Benito García
- Isela Vega - Doña Elvira de Pérez
- Juan Carlos Flores - Juan Pérez
- Veronica Falcón - Dona àrab

## Producció
La pel·lícula va ser filmada als estats mexicans de Coahuila, Durango i Sinaloa i a l'estranger en escenaris de Los Angeles, Estats Units i a Istanbul, Turquia.

## Premis
En la LIV edició dels Premis Ariel del 2012, i d'elles en va guanyar:
| Premi       | Any  | Categoria                 | Receptor                                                 | Resultat  |
| ----------- | ---- | ------------------------- | -------------------------------------------------------- | --------- |
| Premi Ariel | 2012 | Millors efectes visuals   | Álex Vázquez                                             | Guanyador |
| Premi Ariel | 2012 | Millors efectes especials | Raúl Prado, Edgardo Mejía i José Carlos García de Letona | Nominat   |